# Remember... You Must Die
Remember... You Must Die è il settimo album in studio del gruppo musicale statunitense Suicide Silence, pubblicato nel 2023.

## Tracce
1. Remember... – 0:51
2. You Must Die – 2:42
3. Capable of Violence (N.F.W.) – 3:44
4. Fucked for Life – 3:53
5. Kill Forever – 3:13
6. God Be Damned – 3:59
7. Alter of Self – 3:09
8. Endless Dark – 2:20
9. The Third Death – 3:30
10. Be Deceived – 3:00
11. Dying Life – 3:20
12. Full Void – 5:44

## Formazione
- Hernan "Eddie" Hermida – voce
- Mark Heylmun – chitarra
- Chris Garza – chitarra
- Dan Kenny – basso
- Ernie Iniguez – batteria